# Gorom-Gorom

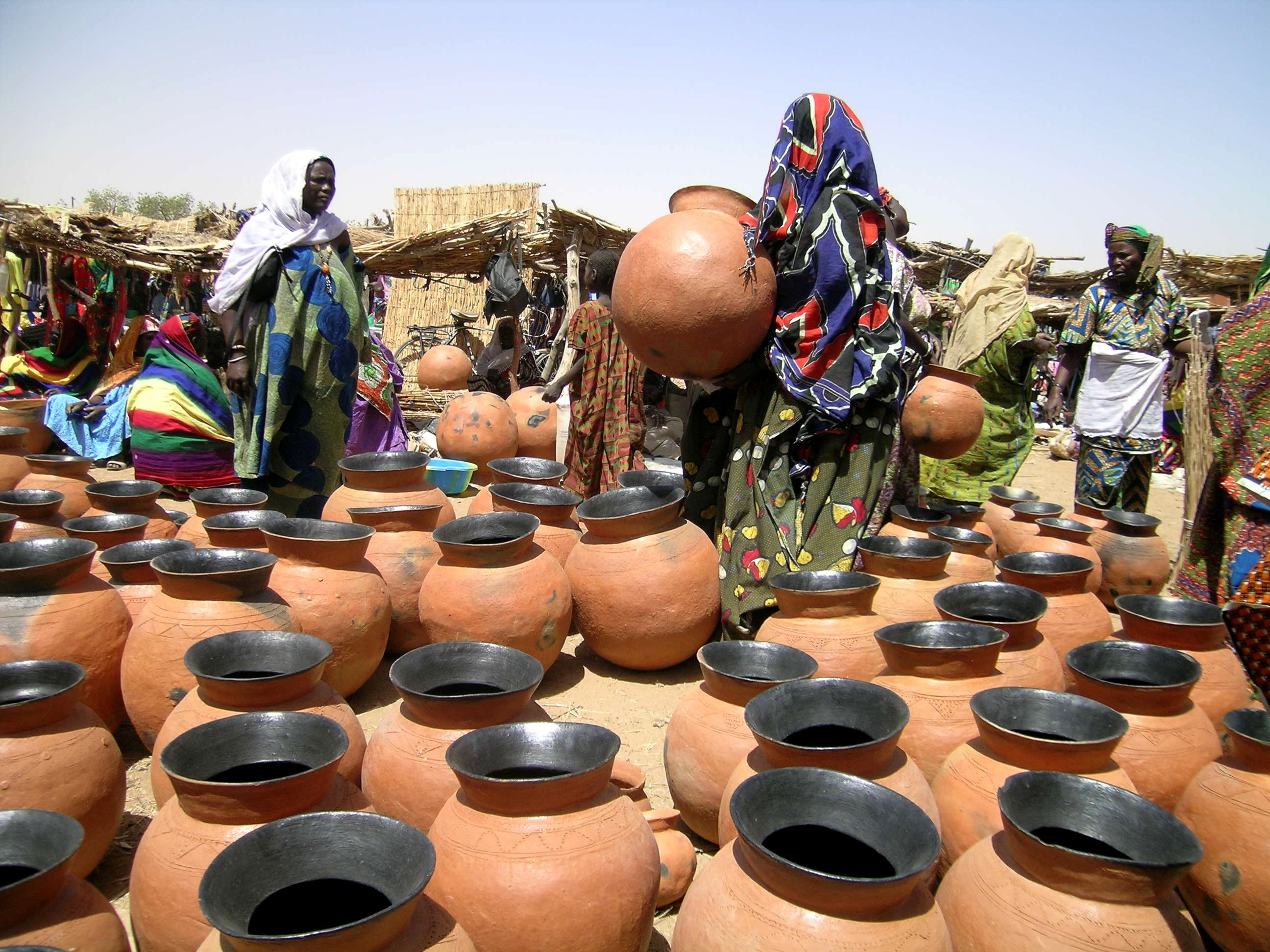
Markt in Gorom-Gorom

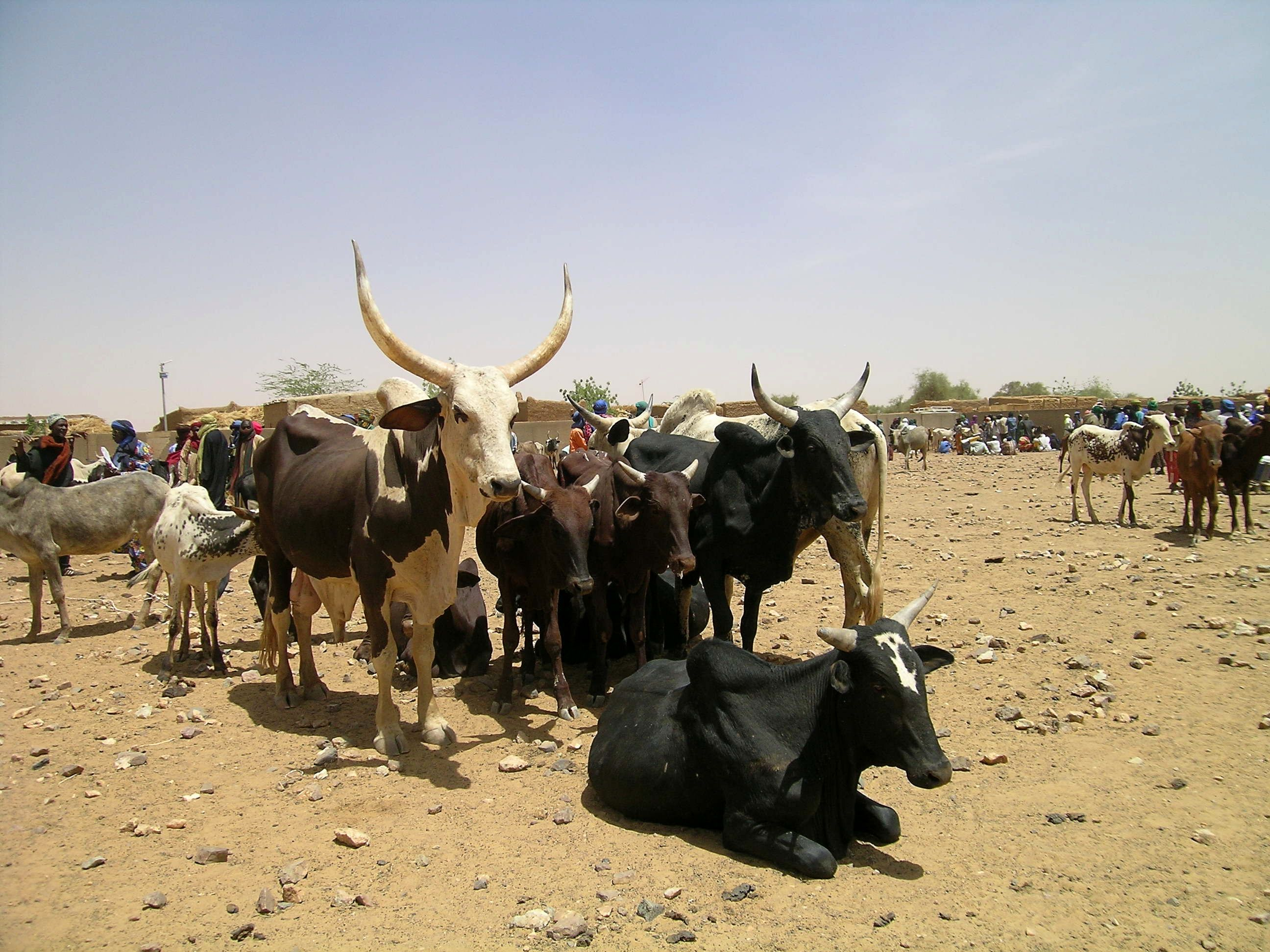
Vee op de markt

Gorom-Gorom is een stad in Burkina Faso en is de hoofdplaats van de provincie Oudalan.
Gorom-Gorom telde in 2006 bij de volkstelling 8842 inwoners.